# バービッジ (小惑星)
バービッジ (5490 Burbidge) は、小惑星帯の小惑星。パロマー天文台のトム・ゲーレルスとライデン天文台のファン・ハウテン夫妻が発見した。
女性として初のグリニッジ天文台長に任じられたイギリスの宇宙物理学者、マーガレット・バービッジから命名された。